# 加特科帕尔站 (印度铁路)
加特科帕尔站（英語：Ghatkopar metro station，车站代码G）是一座位于印度孟买加特科帕尔的铁路车站，为孟买市郊铁路中央线的站点，为快车停靠站点，于1877年启用。2014年，该站日客流量达到46.5万人次，日均售出3.5万张车票。

## 结构
车站设有4座站台和6条股道，其中慢车站台在北侧，快车站台在南侧，最南侧设有两条长途列车使用的通过线。车站两侧均设有出入口，车站北侧通过人行天桥与孟买地铁1号线加特科帕尔站相连。

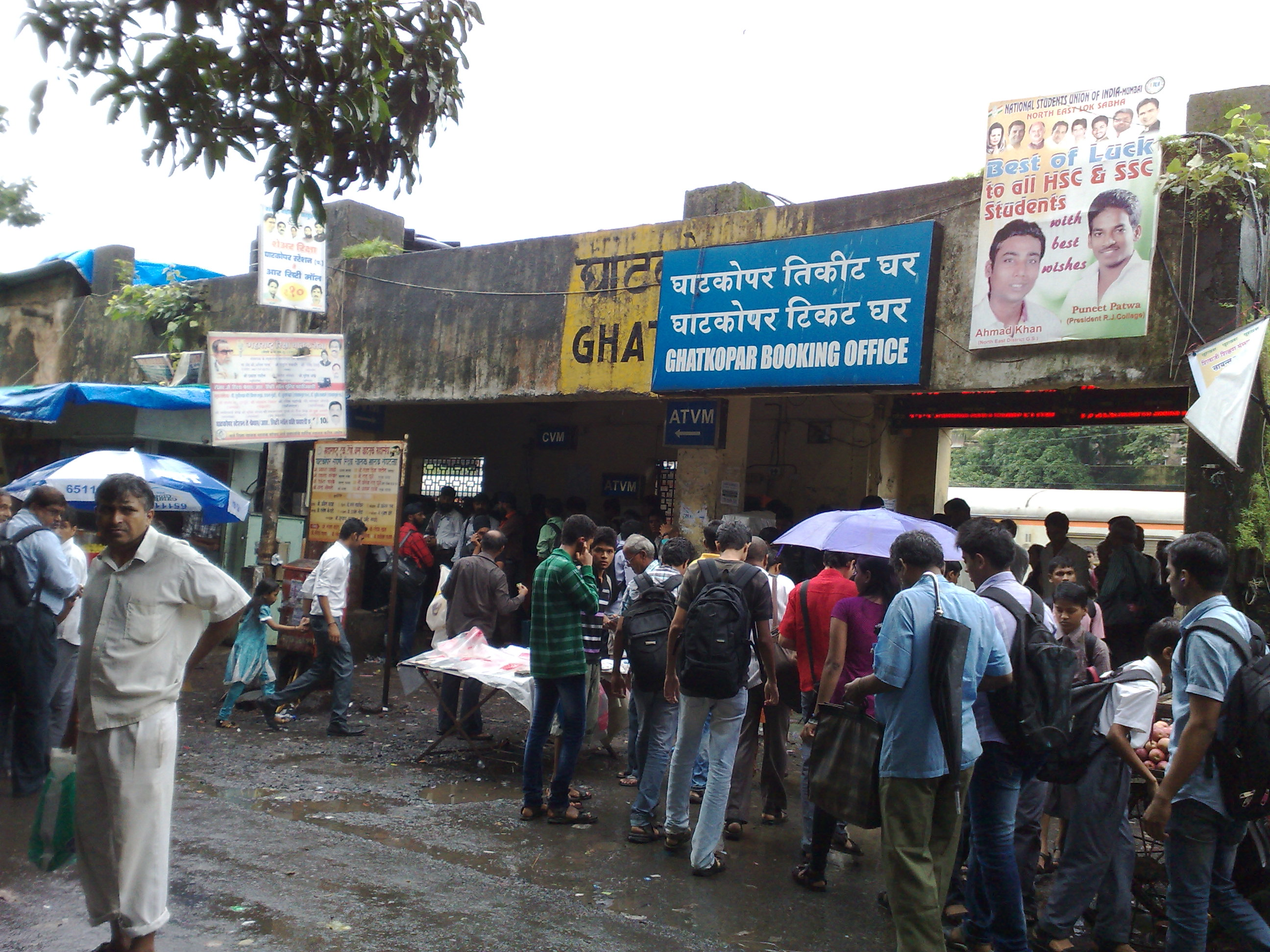
车站西侧入口
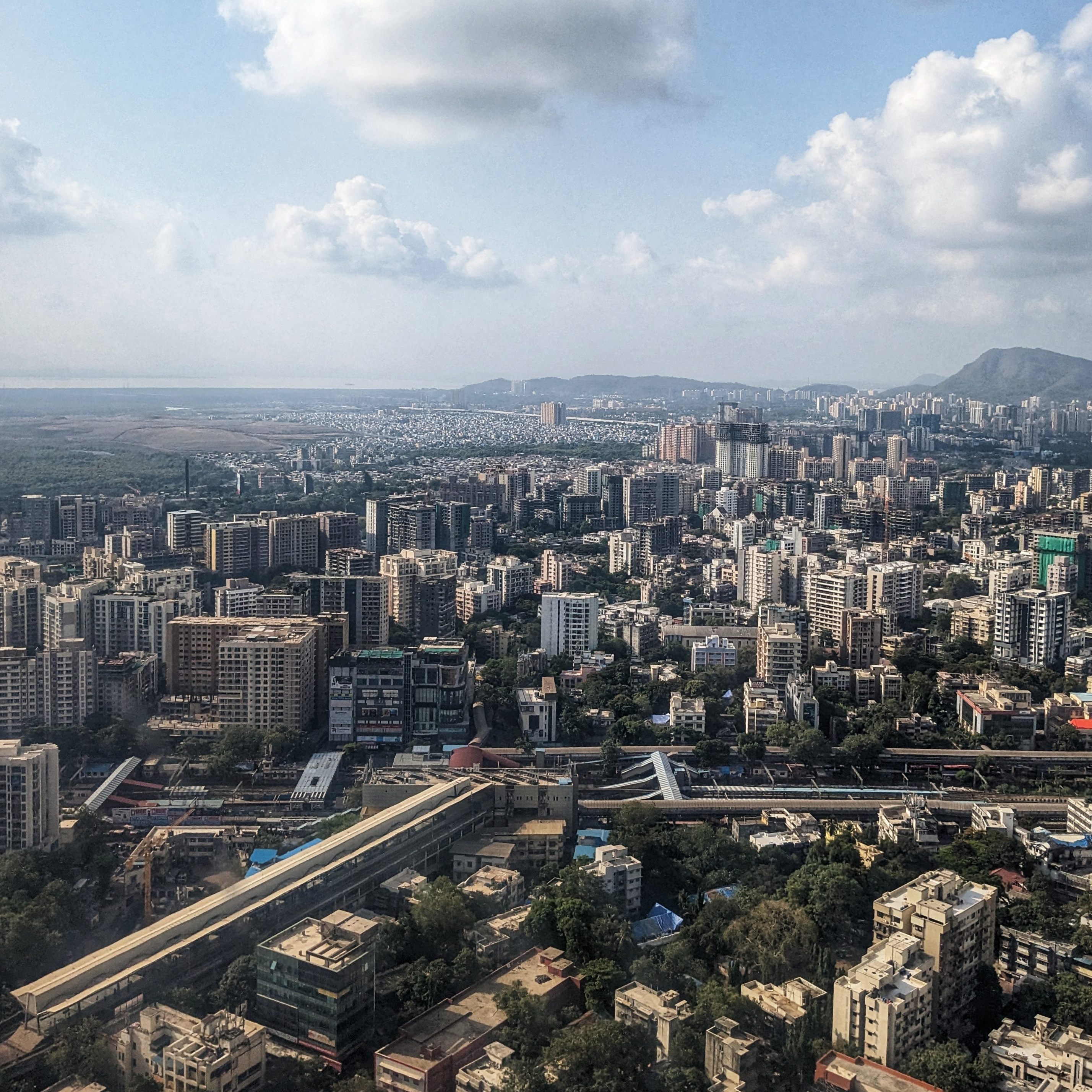
铁路车站及地铁车站

## 链接
- indiarailinfo - 加特科帕尔站 （页面存档备份，存于）